# Volodymyr Mazorchuk
Volodymyr Mazorchuk (né en 1972) est un mathématicien ukrainien et suédois, professeur à l'université d'Uppsala et lauréat du prix Göran Gustafsson en 2016,.
Il soutient son doctorat en mathématiques à l'université nationale Taras-Chevtchenko de Kiev en 1996 sous la direction de Yuriy Drozd.

## Publications choisies

### Articles
- Steffen König et Volodymyr Mazorchuk, « Enright's completions and injectively copresented modules », Transactions of the American Mathematical Society, vol. 354, no 7,‎ 2002, p. 2725-2743 (DOI 10.1090/S0002-9947-02-02958-6)
- Volodymyr Mazorchuk et Catharina Stroppel, « Translation and shuffling of projectively presentable modules and a categorification of a parabolic Hecke module », Transactions of the American Mathematical Society, vol. 357, no 7,‎ 2004, p. 2939-2973 (DOI 10.1090/S0002-9947-04-03650-5)
- Mikhail Khovanov, Volodymyr Mazorchuk et Catharina Stroppel, « A categorification of integral Specht modules », Proceedings of the American Mathematical Society, vol. 136, no 4,‎ 2007, p. 1163-1169 (DOI 10.1090/S0002-9939-07-09124-1, S2CID 7656634, lire en ligne)
- Volodymyr Mazorchuk, Serge Ovsienko et Catharina Stroppel, « Quadratic duals, Koszul dual functors, and applications », Transactions of the American Mathematical Society, vol. 361, no 3,‎ 2008, p. 1129-1172 (DOI 10.1090/S0002-9947-08-04539-X, arXiv math/0603475, S2CID 779678)
- Olexandr Ganyushkin, Volodymyr Mazorchuk et Benjamin Steinberg, « On the irreducible representations of a finite semigroup », Proceedings of the American Mathematical Society, vol. 137, no 11,‎ 2009, p. 3585 (DOI 10.1090/S0002-9939-09-09857-8, arXiv 0712.2076, S2CID 1805531)
- Volodymyr Mazorchuk, « Some homological properties of the category 𝒪, II », Representation Theory, American Mathematical Society, vol. 14, no 6,‎ 2010, p. 249-263 (DOI 10.1090/S1088-4165-10-00368-7, arXiv 0909.2729, S2CID 6089238)
- Volodymyr Mazorchuk et Emilie Wiesner, « Simple Virasoro modules induced from codimension one subalgebras of the positive part », Proceedings of the American Mathematical Society, vol. 142, no 11,‎ 2014, p. 3695-3703 (DOI 10.1090/S0002-9939-2014-12098-3, arXiv 1209.1691, S2CID 8112726)
- Vyacheslav Futorny, Dimitar Grantcharov et Volodymyr Mazorchuk, « Weight modules over infinite dimensional Weyl algebras », Proceedings of the American Mathematical Society, vol. 142, no 9,‎ 2014, p. 3049-3057 (DOI 10.1090/S0002-9939-2014-12071-5, arXiv 1207.5780, S2CID 48992277)
- Volodymyr Mazorchuk et Vanessa Miemietz, « Transitive {\displaystyle 2}-representations of finitely {\displaystyle 2}-categories », Transactions of the American Mathematical Society, vol. 368, no 11,‎ 2015, p. 7623-7644 (DOI 10.1090/tran/6583, S2CID 15404906, lire en ligne)
- Tobias Kildetoft, Marco MacKaay, Volodymyr Mazorchuk et Jakob Zimmermann, « Simple transitive {\displaystyle 2}-representations of small quotients of Soergel bimodules », Transactions of the American Mathematical Society, vol. 371, no 8,‎ 2018, p. 5551-5590 (DOI 10.1090/tran/7456, arXiv 1605.01373, S2CID 119314739)
- Chih-Whi Chen et Volodymyr Mazorchuk, « Simple supermodules over Lie superalgebras », Transactions of the American Mathematical Society, vol. 374, no 2,‎ 2020, p. 899-921 (DOI 10.1090/tran/8303, arXiv 1801.00654, S2CID 119307087)

### Livres
- Lectures on {\displaystyle {\mathfrak {sl}}_{2}(\mathbb {C} )}-modules, World Scientific Publishing Company, 4 décembre 2009 (ISBN 9781911299448, lire en ligne)[4]
- Lectures on Algebraic Categorification, European Mathematical Society, 2012 (ISBN 9783037191088, lire en ligne)[5]